# Vékény
Vékény is een plaats (község) en gemeente in het Hongaarse comitaat Baranya. Vékény telt 150 inwoners (2001).